# لودفيغ دوغلاس
لودفيغ دوغلاس (بالسويدية: Ludvig Douglas)‏ هو سياسي سويدي، ولد في 24 نوفمبر 1849 في زيورخ في سويسرا، وتوفي في 20 يوليو 1916 في Lysekil Parish ‏ في السويد. نشط حزبياً في حزب التجمع المعتدل.

## مناصب
- انتخب Minister for Foreign Affairs (Sweden) [الإنجليزية]‏.
- انتخب مارشال الرايخ.
- انتخب Chamberlain (office) [الإنجليزية]‏.
- انتخب عضو البرلمان السويدي [الإنجليزية]‏.
- انتخب governor of Östergötland County  [لغات أخرى]‏.